# Lista de membros originais da Royal Society
Esta é uma lista dos Membros Originais da Royal Society, indicados em 20 de maio e 22 de junho de 1663.

## Fellows
- John Alleyn
- James Annesley, 2nd Earl of Anglesey
- Elias Ashmole
- John Aubrey
- John Austen
- Sir Thomas Baines
- Peter Ball
- Isaac Barrow
- George Bate
- George Berkeley, 1st Earl of Berkeley and Viscount Dursley
- Sir John Birkenhead
- Richard Boyle
- William Brereton, 3rd Baron Brereton
- Sir John Brooke
- David Bruce
- Sir Edward Bysshe
- William Cavendish, 1st Duke of Devonshire
- Walter Charlton
- Timothy Clarke
- Sir John Clayton
- Daniel Colwall
- James Compton, 3rd Earl of Northampton
- Edward Cotton
- Thomas Coxe
- John Crawford-Lindsay, 17th Earl of Crawford
- William Croone
- Sir John Denham
- Sir Kenelm Digby
- John Dryden
- Andrew Ellis
- Sir George Ent
- William Erskine
- John Evelyn
- Sir Francis Fane
- Nicasius le Febure
- Sir John Finch
- John Gauden
- Francis Glisson
- Theodore Haak
- William Hammond
- Sir Robert Harley
- Christopher Hatton, 1st Baron Hatton
- Sir James Hayes
- Nathaniel Henshaw
- Thomas Henshaw
- William Hoare
- William Holder
- Robert Hooke
- Sir John Hoskins
- Charles Howard
- Christian Huyghens
- Richard Jones, 1st Earl of Ranelagh
- Sir Andrew King
- Sir James Long
- Anthony Lowther
- John Lucas, 1st Baron Lucas of Shenfield
- Christopher Merrett
- Edward Montagu, 1st Earl of Sandwich and Viscount Hinchinbroke
- Sir Anthony Morgan
- Caspar Needham
- William Neile
- Sir Thomas Nott
- Henry Oldenburg
- Philip Packer
- Dudley Palmer
- Robert Paston, 1st Earl of Yarmouth
- John Pell
- Sir William Persall
- Peter Pett
- Sir Peter Pett
- Henry Pierrepont, 1st Marquess of Dorchester
- Thomas Pockley
- Walter Pope
- Thomas Povey
- Henry Powle
- Sir Richard Powle
- Henry Proby
- William Quatremain
- Giles Rawlins
- Sir Charles Scarburgh
- William Schroter
- Sir James Shaen
- Henry Slingsby
- George Smyth
- Sir Robert Southwell
- Thomas Sprat
- Alexander Stanhope
- Thomas Stanley
- Sir Gilbert Talbot
- Christopher Terne
- Sir Samuel Tuke
- Cornelius Vermuyden
- George Villiers, 2nd Duke of Buckingham
- Edmund Waller
- John Wallis
- Seth Ward
- Daniel Whistler
- Sir Joseph Williamson
- Francis Willughby
- John Winthrop
- Matthew Wren
- Thomas Wren
- Sir Cyril Wyche
- Sir Peter Wyche
- Edmund Wylde
- William Wynde